# Cantonul Les Lilas
Cantonul Les Lilas este un canton din arondismentul Bobigny, departamentul Seine-Saint-Denis, regiunea Île-de-France, Franța.

## Comune
| Comune               | Populație (1999) | Cod poștal | Cod INSEE |
| -------------------- | ---------------- | ---------- | --------- |
| Les Lilas            | 22 505           | 93 260     | 93 045    |
| Le Pré-Saint-Gervais | 18 075           | 93 310     | 93 061    |